# Nordvestfyenske Jernbane
Nordvestfyenske Jernbane (forkortet OMB for Odense-Middelfart-Bogense) – eller Brenderupbanen – var en privatbane 1911-1966 mellem Odense og Middelfart via Brenderup med en sidelinje mellem Brenderup og Bogense.

## Historie
Banen blev stort set finansieret med lokale midler; statens tilskud udgjorde kun 6,8%, den mindste statsandel for nogen fynsk privatbane. Det lykkedes dog at rejse pengene, endda med så stor succes, at anlægsbudgettet var større end for de fleste andre fynske jernbaner. Det rigelige budget ses bl.a. af de mange og flotte stationer med glaserede tagsten. Man valgte også at anlægge banen med "svævende stød", altså uden sveller under skinneenderne. Det gav en mere behagelig kørsel, men også mere slid på skinnerne.
Brenderupbanen var en af de første baner i Danmark, der fik buebroer af beton i stedet for de tidligere anvendte stenkister af granitkvadre. Banen havde en mere direkte linjeføring end mange tidligere privatbaner, så afstanden mellem Odense og Middelfart var stort set den samme som med statsbanen via Tommerup.

## Strækningsdata
- Åbnet 5. december 1911
  - Odense-Brenderup-Middelfart: 48,2 km – forlænget med 1,3 km, da Middelfart Station blev flyttet i 1935
  - Brenderup-Bogense:12,6 km
- Samlet længde: 60,8 km, fra 1935 62,1 km
- Sporvidde: 1.435 mm
- Skinnevægt: 22,37 kg/m
- Maks. stigning: 10 ‰
- Mindste kurveradius: 500 m
- Maks. hastighed: 45 km/t, fra 1949 70 km/t
- Nedlagt: 31. marts 1966

## Standsningssteder
Alle banens stationer havde siderampe samt kreatur- og svinefold ved sidesporet.

### Odense-Brenderup-Middelfart
- Odense Banegård i km 0,0 – forbindelse med den fynske hovedbane, Svendborgbanen, Odense-Kerteminde-Martofte Jernbane, Odense-Nørre Broby-Faaborg Jernbane og Nordfyenske Jernbane (Odense-Otterup-Bogense).
- Snestrup trinbræt i km 4,7 med 90 m perron. Fik i 1919 44 m privat sidespor og i 1922 et lille venteskur.
- Villestofte station i km 6,0 med 116 m læssespor. Trinbræt fra 1937.
- Korup station i km 7,9 med 116 m læssespor.
- Slukefter trinbræt i km 9,2 med 66 m privat sidespor.
- Bredbjerg trinbræt i km 10,4 fra maj 1930.
- Langesø station i km 12,4 med 198 m krydsningsspor og 114 m læssespor.
- Morud station i km 14,0 med 108 m læssespor og 25 m blindspor til enderampe.
- Farstrup station i km 16,7 med 100 m læssespor og 30 m stikspor til enderampe. Trinbræt fra 1937.
- Veflinge station i km 19,0 med 114 m læssespor og 30 m blindspor.
- Gamby station i km 22,5 med 200 m krydsningsspor og 92 m læssespor, der havde 17 m blindspor til enderampe.
- Nymark station i km 24,9 med 116 m læssespor.
- Harndrup station i km 27,8 med 144 m krydsningsspor og 117 m læssespor, der havde blindspor i begge ender, det østligste til enderampe.
- Brenderup station i km 31,9 – forbindelse med Bogense. Remiser, drejeskive, vandtårn, læssespor, 3 hovedspor og 550 m mellem de yderste sporskifter.
- Asperup station i km 36,6 med 108 m læssespor og et kort blindspor til enderampe. Hertil kom 204 m krydsningsspor, som i 1915 blev flyttet fra Kustrup.
- Blanke station i km 38,8 med 116 m læssespor. Trinbræt fra 1. oktober 1965.
- Kustrup station i km 41,3 med 118 m læssespor. Krydsningssporet på 200 m blev i 1915 flyttet til Asperup. Trinbræt fra 1937.
- Røjle station i km 43,7. Fra det 112 m lange læssespor blev der i 1936 anlagt et 36 m langt stikspor til en enderampe.
- Staurby Skov trinbræt i km 47,0 fra 15. maj 1934.
- Middelfart station i km 48,2 til den gamle station, i km 49,5 til den nye station fra 1935.

### Brenderup-Bogense
- Brenderup station i km 0,0.
- Holse station i km 2,5 med 118 m læssespor. Trinbræt fra 1937.
- Mejlskov station i km 5,0 med 120 m læssespor. I 1925 blev der anlagt 35 m privat sidespor til Ore Sogns Mejeri. Trinbræt fra 1937.
- Eskelund trinbræt i km 7,5 fra 2. december 1952 med venteskur af træ fra 1954.
- Kassemose station i km 8,5 med 114 m læssespor og et kort stikspor. Trinbræt fra 1937.
- Tofte trinbræt med sidespor i km 10,0 fra 1922, fra 1926 med et lille venteskur.
- Bogense station i km 12,6.

### Bevarede stationsbygninger
Stationsbygningerne blev tegnet af arkitekten, kongelig bygningsinspektør Jens Vilhelm Petersen. Alle 17 er bevaret.
- Villestofte: Vesterløkken 29
- Korup: Åbakkevej 52
- Langesø: Langesøvej 149
- Morud: Centret 6
- Farstrup: Banevej 69
- Veflinge: Lindevej 34
- Gamby: Farsbøllevej 4
- Nymark: Møllegyden 91
- Harndrup: Overgade 4
- Brenderup: Stationsvej 25
- Asperup: Lindegaardsvej 7
- Blanke: Blankegårdsvænget 10
- Kustrup: Vandmøllevej 9
- Røjle: Fabrikvej 12
- Holse: Bogensevej 96
- Mejlskov: Mejlskovvej 10
- Kassemose: Mosevej 28

## Driften
Banen havde fra starten værksted og hovedkontor fælles med Kertemindebanen og driftsbestyrer fælles med Sydfyenske Jernbaner (SFJ), som havde anlagt banen. Fra 1915 havde disse tre selskaber fælles godsvognsbenyttelse. Det varede til 1949, hvor SFJ blev overtaget af DSB. Så søgte de andre to et nærmere samarbejde med Bogensebanen, og disse tre havde i de sidste år fuldt driftsfællesskab med fælles direktør og hovedkontor. De blev også nedlagt samtidigt.
1912-43 var der på sommersøndage udflugtstog til Sluk-efter og Langesø.

## Strækninger hvor banetracéet er bevaret
Sporet blev taget op i juli-december 1966. Odense købstad og Pårup sognekommune købte tracéet mellem Odense og Langesø for at anlægge Langesøstien. Den følger banetracéet på i alt 7½ km, men ikke gennem Villestofte og Korup og kun et kort stykke ind i skoven ved Langesø. Middelfart købstad købte tracéet mellem Røjle og Staurby Skov, og det er blevet til 2½ km sti. Odense Amt købte tracéet mellem Brenderup og Holse Stationsby for at anlægge vej, men det blev ikke til noget, så der er 2 km sti.
I alt er 21½ km af banens tracé bevaret og tilgængeligt. Hertil kommer at banetracéet er genbrugt som vej mellem Farstrup og Veflinge og gennem Morud.
- Langesøstien tv., Søhusstien th.
- Fra Havtornvænget i Slukefter
- Øst for Pederstrup
- Viadukten i Brenderup
- Fra Lerbjergvej i Vejlby
- Røjle set gennem typisk betonviadukt
- Gennem Staurby Skov
- Langs Brenderup Skov mod Holse
- Ved Enggade i Bogense